# Astragalus balearicus
Astragalus balearicus là một loài thực vật có hoa trong họ Đậu. Loài này được Chater miêu tả khoa học đầu tiên.

## Hình ảnh

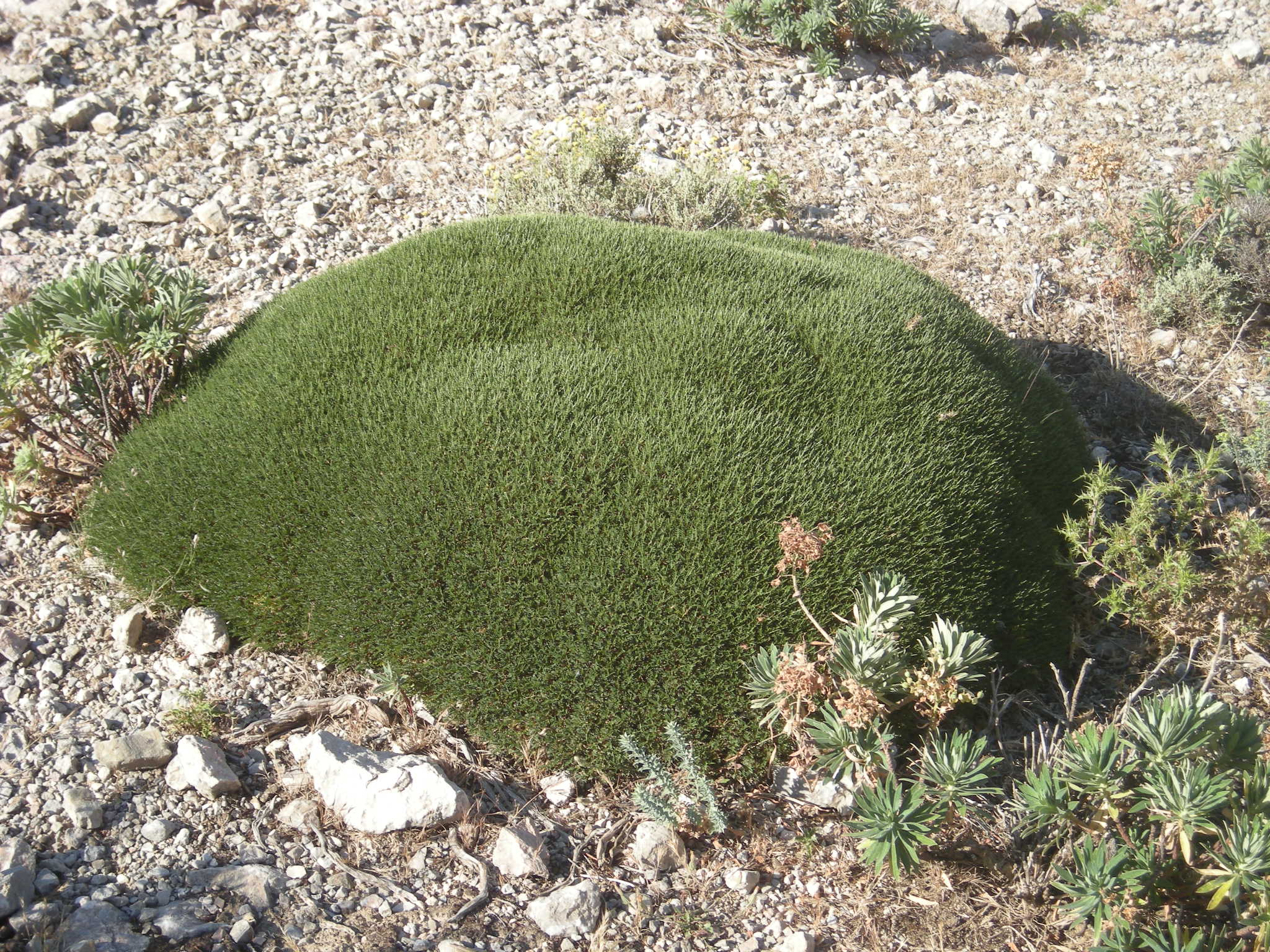
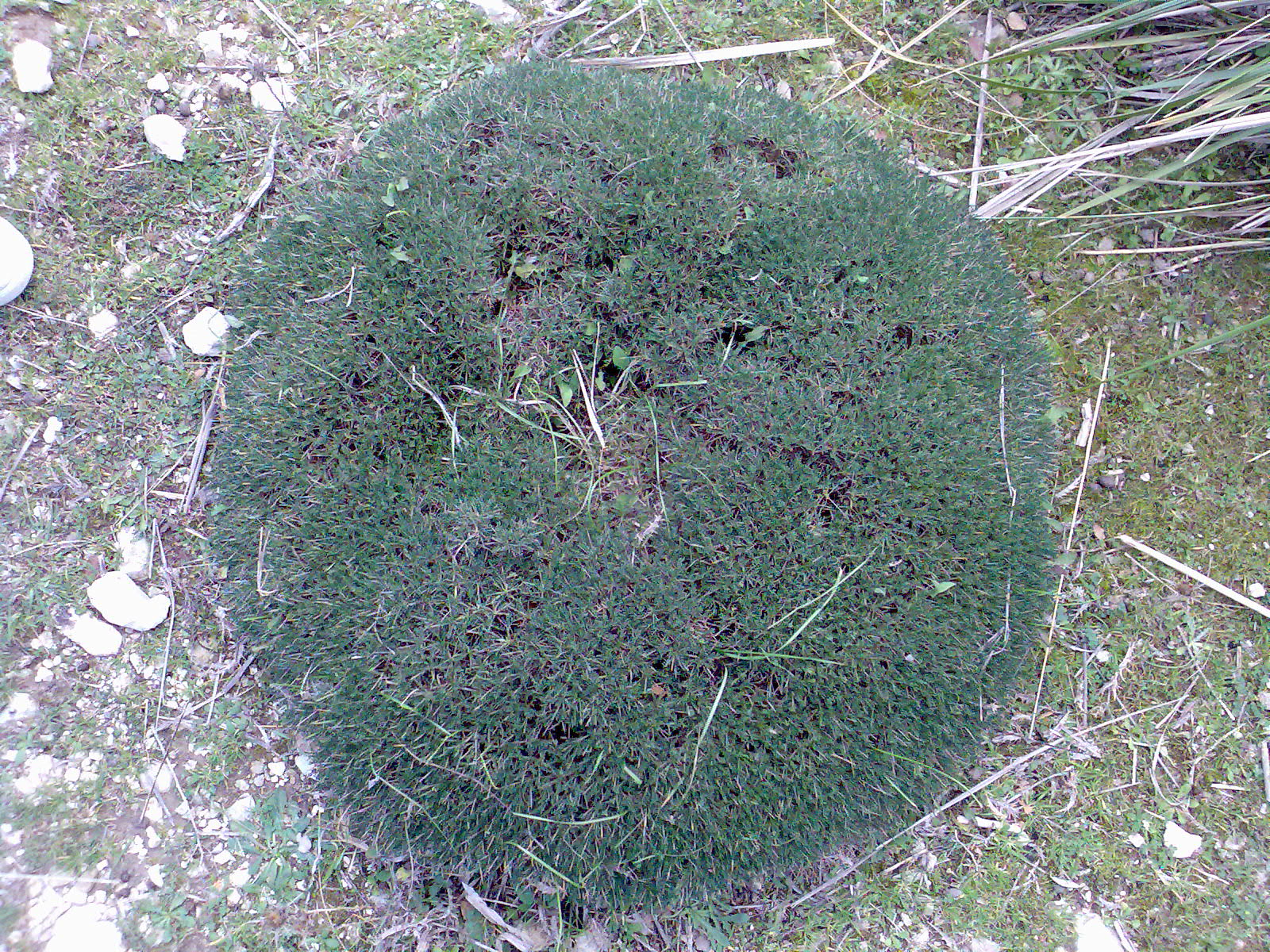